# Antinationalisme
L'antinationalisme désigne l'opposition au nationalisme, en faisant valoir qu'il n'est pas souhaitable ou dangereux. Il trouve généralement ses sources dans l'internationalisme. 
De nombreux courants de pensée adoptent ce point de vue, pour différentes raisons : les humanistes le prêchent dans un but pacifique, les marxistes pour renforcer l'unité des prolétaires, les intégristes religieux pour unifier leurs coreligionnaires, les anarchistes pour lutter contre l'exploitation capitaliste tandis que certains philosophes voient le nationalisme comme posant problème à l'individualité.

## Différents courants de pensée
Certains antinationalistes sont des humanistes promouvant une forme de communauté mondiale idéalisée et s'identifiant comme citoyens du monde. Ils rejettent le chauvinisme, le jingoïsme et le militarisme, voulant que les humains vivent dans la paix plutôt que le conflit perpétuel. Ils ne s'opposent pas nécessairement au concepts de pays, d'État-nation, de frontières, de préservation de la culture nationale ou de politique identitaire.

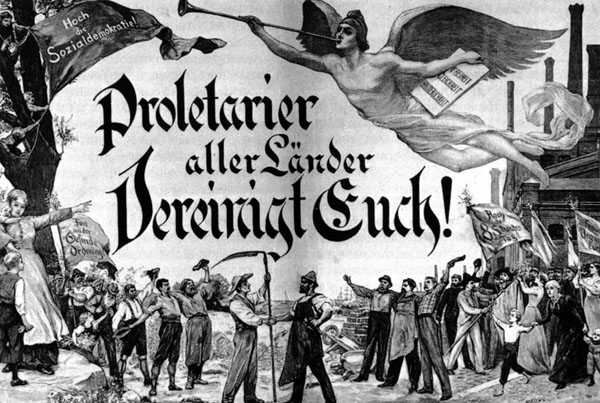
« Prolétaires de tous les pays, unissez-vous! ». Affiche de Otto Marcus, en allemand, pour le premier mai 1901.

D'autres antinationalistes s'opposent à tous les types de nationalisme, y compris l'ethnisme parmi les minorités opprimées. Cette souche de l'antinationalisme préconise généralement l'élimination des frontières nationales. Des variations sur ce thème sont souvent vues dans la théorie marxiste. Marx et Engels ont rejeté le nationalisme dans son ensemble, croyant que « la classe ouvrière n'a pas de patrie ». Plus récemment, certains groupes venant de la tradition du marxisme maoïste ont adopté cette position farouchement antinationaliste d'une manière différente de celle des trotskystes, en disant que bien que cela peut être une position douloureuse et impopulaire à entendre, en fin de compte s'opposer à tout nationalisme renforce l'internationalisme prolétarien. Cependant, beaucoup de trotskystes, comme Chris Harman, ont critiqué le nationalisme tout en préconisant un soutien pour ce qu'ils considéraient comme des luttes nationales progressistes.
Récemment, l'islamisme a été décrit comme un mouvement antinationaliste, appelant à l'unité de tous les musulmans et le rejet de la notion de nationalité, bien qu'en réalité il existe de nombreuses tensions entre les différents mouvements et peuples musulmans.
L'anarchisme a développé une critique du nationalisme qui met l'accent sur le rôle du nationalisme dans la justification et la consolidation du pouvoir de l'État et de la domination. Par son objectif unificateur, le nationalisme vise la centralisation, à la fois dans des territoires spécifiques et dans une élite dirigeante, pendant qu'il prépare la population à l'exploitation capitaliste. Dans l'anarchisme, ce sujet a été traité en détail par Rudolf Rocker dans Nationalism and Culture (1937) et dans les œuvres de Fredy Perlman, tels que Against His-Story, Against Leviathan et The Continuing Appeal of Nationalism.
Dans ses Aphorismes sur la sagesse dans la vie, Arthur Schopenhauer rejette le nationalisme, le voyant comme un abandon de l'identité personnelle. La philosophie de Friedrich Nietzsche peut également être considérée comme s'opposant à toutes les formes de nationalisme, même s'il s'est opposé à pratiquement toute autre forme de mouvement social et d'idéologie. La philosophie de Søren Kierkegaard est une critique et un rejet véhément du nationalisme chrétien.

## Antinationalistes notables et partis antinationalistes
- Karl Marx
- John Emerich Edward Dalberg-Acton
- Fédération anarchiste
- Isaac Asimov
- Hannah Arendt [7]
- Charlie Chaplin
- Cornel West
- Arthur C. Clarke
- Kenneth Clark
- Eugene Victor Debs
- Freeman Dyson
- Albert Einstein
- Emma Goldman
- Eugène Ionesco [8]
- Vladimir Ilitch Lénine
- John Lennon
- Rosa Luxemburg
- Malcolm X
- Eamonn McCann (en)
- Lewis Mumford
- Naša stranka
- Fredy Perlman
- Progressive Labor Party
- Rudolf Rocker
- Bertrand Russell
- Carl Sagan
- Rabindranath Tagore[9]
- Léon Trotski
- Thorstein Veblen [10]
- H. G. Wells
- Terence Hanbury White
- John Zerzan
- Stephen Hawking